# (1654) Bojeva
(1654) Bojeva est un astéroïde de la ceinture principale.

## Description
(1654) Bojeva est un astéroïde de la ceinture principale. Il fut découvert le 8 octobre 1931 à Simeis par Pelagueïa Shajn. Il présente une orbite caractérisée par un demi-grand axe de 3,02 UA, une excentricité de 0,09 et une inclinaison de 10,4° par rapport à l'écliptique.

## Compléments